# 말라야 공산당

말라야 공산당(Malayan Communist Party, MCP, Communist Party of Malaya, CPM)은 말라야 연방과 말레이시아의 정당이다. 1930년에 창당되었으며 1989년 해체되었다. 말레이시아 비상사태 때 주 역할을 한 것으로 잘 알려져 있다.
공산당은 2차대전중 항일전에 참가했으나, 전후 그 위세가 신장됨으로써 말레이시아에 자본을 확장하려는 영국 등 서방 세력에 큰 위협이 되었다. 1948년 공산당이 불법화되면서부터 정부와의 무력충돌이 시작되었으며, 화교를 주체세력으로 하는 공산당은 밀림으로 잠입하여 게릴라 활동을 폈다. 화평을 위한 노력도 있었으나 결실을 보지 못하던 중국식 게릴라 세력은 약화되어 현재는 타이와의 접경지대 정글에 약간 숨어 있는 정도이다.

## 같이 보기
- 말레이시아의 정당
- 인도네시아 공산당
- 북칼리만탄 공산당